# 1997年度四台聯頒音樂大獎得獎名單
1997年度四台聯頒音樂大獎

## 歌曲大獎
- 頒發場合：叱吒樂壇流行榜頒獎典禮
- 歌曲：星夢情真
- 歌手：陳慧琳
- 作曲：雷頌德
- 作詞：黃偉文

## 大碟大獎
- 頒發場合：十大中文金曲頒獎音樂會
- 大碟：不老的傳說
- 歌手：張學友
- 監製：歐丁玉

## 傳媒大獎
- 頒發場合：十大勁歌金曲頒獎典禮
- 歌手：張學友
- 作曲家：雷頌德
- 填詞家：林夕